# Фратамаджоре
Фратамаджо̀ре (на италиански: Frattamaggiore) е град и община в Южна Италия, провинция Неапол, регион Кампания. Разположен е на 44 m надморска височина. Населението на общината е 30 108 души (към 2010 г.).